# Ajn Dara
Ajn Dara (arab. عين دارة) – wieś w Syrii, w muhafazie Aleppo. W 2004 roku liczyła 248 mieszkańców.